# Dicranomyia novemmaculata
Dicranomyia novemmaculata là một loài ruồi trong họ Limoniidae. Chúng phân bố ở miền Cổ bắc.